# X League

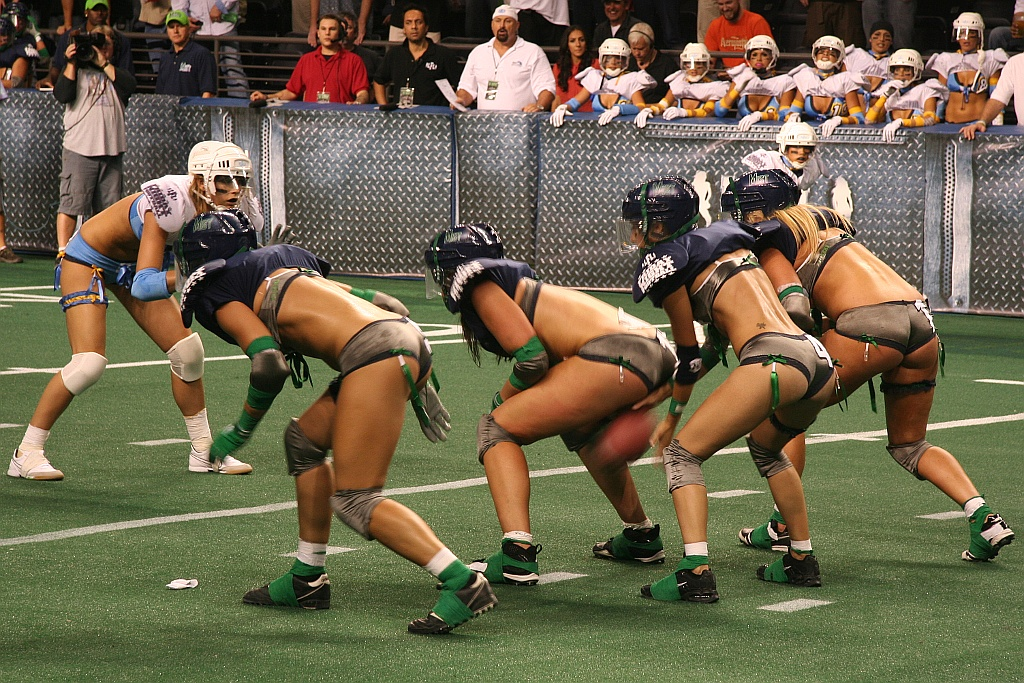
Un momento della partita tra Seattle Mist e San Diego Seduction (11 settembre 2009).

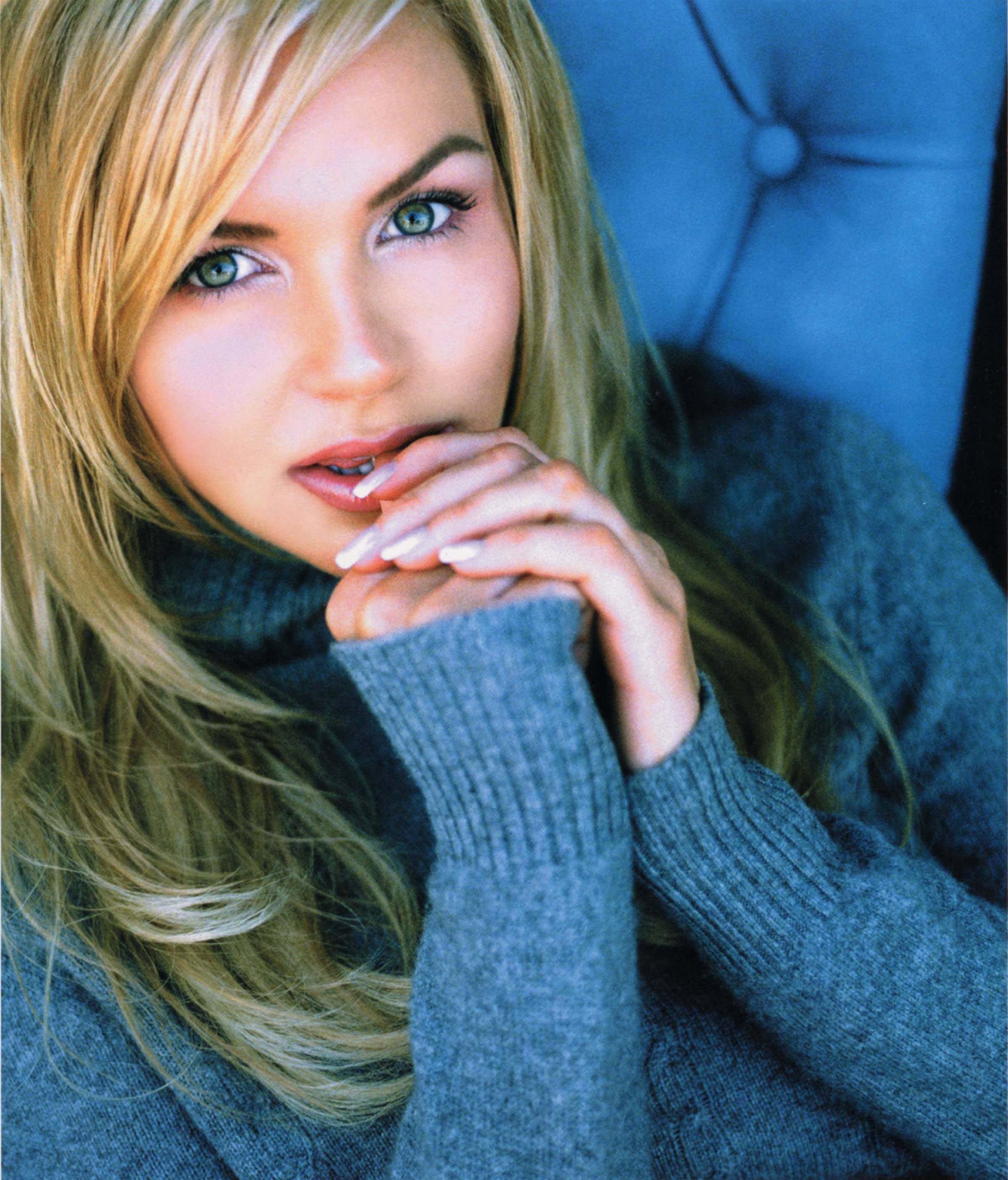
Nikki Ziering, capitana del Team Dream, squadra vincitrice del primo Lingerie Bowl

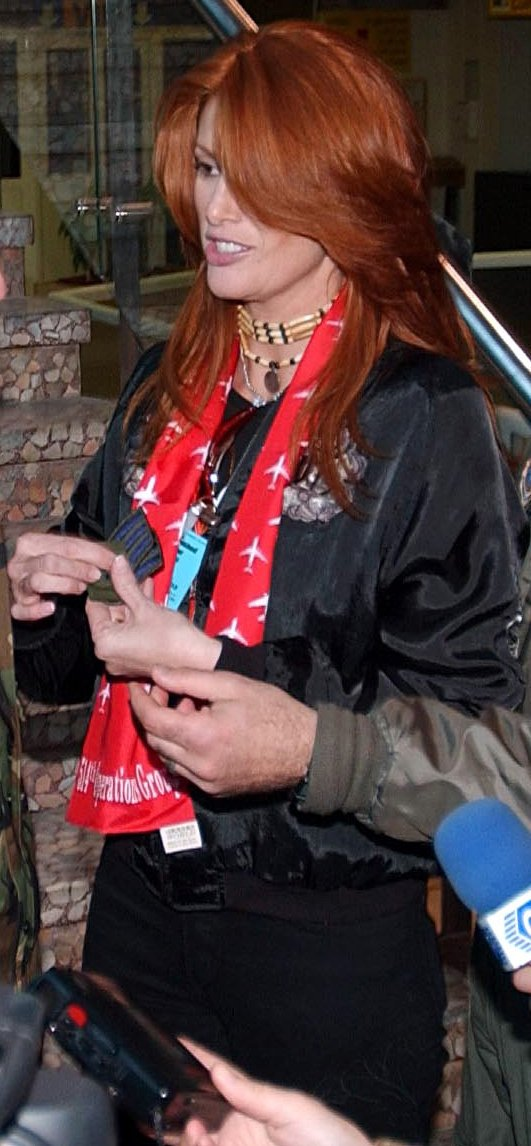
Angie Everhart, capitana del Team Euphoria nel campionato del 2004

La Extreme Football League (o X League, nata con il nome Lingerie Football League e nota fino al 2020 come Legends Football League) è un campionato di football americano femminile, le cui partite vengono giocate in primavera e in estate nei campi e negli stadi usati anche dall'NBA, NFL, NHL e MLS. La lega è stata fondata nel 2009 come Lingerie Football League ed è stata rinominata in Legends Football League nel 2013. Il fondatore del campionato e il presidente è Mitchell S. Mortaza, e gli uffici amministrativi della lega sono situati a Las Vegas nel Nevada.

## Storia
Il concetto di LFL origina da un'alternativa dell'half time nel Super Bowl maschile chiamata Lingerie Bowl, un evento pay-per-view in onda alla fine del primo tempo del Super Bowl Le prime tre si sono svolte ogni anno dal 2004 al 2006 e sono state nominate come Lingerie Bowl I, II, e III. Dal 2007 al 2009, i tre Lingerie Bowls previsti vennero cancellati per vari motivi. Nel 2009, il presidente dell'LFL Mitch Mortaza ampliò il concetto da una singola esibizione a un campionato in lingerie.
La maggior parte delle squadre LFL negli Stati Uniti utilizzano la stessa combinazione di colori come le squadre di football; maggior parte delle squadre LFL basano la loro combinazione di colori con quelle delle squadre della National Football League. In Canada, i colori delle squadre si basano invece alle squadre della Canadian Football League o alle squadre di hockey su ghiaccio. A partire dal 2014, alcuni tra i colori della squadra in Australia non riflettono alle squadre maschili di quella città, ma bensì ai colori tradizionali utilizzati dallo Stato in cui esse si basano.
Molte delle squadre sono allenate da ex giocatori NFL e allenatori che sono già ben noti nelle rispettive città. Molte delle giocatrici hanno un background in atletica agonistica a livello di college e semi-professionistico, o in sport come tennis, pallavolo, softball, calcio, basket, fitness e bodybuilding. Alcune hanno anche esperienza nel football semi-professionistico.
Il 10 gennaio 2013, la Lingerie Football League ha annunciato che avrebbe cambiato il suo nome in Legends Football League (pur mantenendo l'acronimo LFL). La lega ha annunciato che le atlete avrebbero indossato abbigliamento tecnico invece di lingerie, ma le divise rimangono comunque assomiglianti alle precedenti
Nel mese di ottobre 2014, per la seconda volta nella breve storia delle Leggende Football League, Mitchell S. Mortaza ha annunciato la cancellazione di un'intera stagione a meno di due settimane prima del calcio d'inizio della stagione di LFL australiano. Questo annuncio è stato seguito da ogni giocatore e allenatore che aderiranno al nuovo campionato in Australia.

## Regole
Nei Lingerie Bowl si gioca tackle football (con i placcaggi). Alle regole del football americano sono state apportate alcune modifiche.
- Il campo è lungo 50 yards più 8 yards per le aree di touchdown. La larghezza è di 30 yards.
- Si gioca 7 contro 7.
- La partita è composta da due tempi di 17 minuti. In caso di parità dopo i due tempi regolari, si aggiunge un tempo supplementare di 8 minuti con sudden death.
- A parte i kickoff (calci d'inizio del primo e del secondo tempo), non sono previste azioni in cui la palla viene calciata (punt, field goal, extra point kick).
- Dopo un touchdown, si può optare per un'azione di extra point a partire dalle 3 yards, che se riuscita frutta un punto, o dalle 5 yards, che portata a buon fine ne dà due (come si è detto sopra, non è prevista, invece, la possibilità di ottenere un extra point con un calcio piazzato).
- La difesa deve stare a 5 yards dalla linea di scrimmage (ovvero la linea che passa per il punto dove è posta la palla per cominciare l'azione).

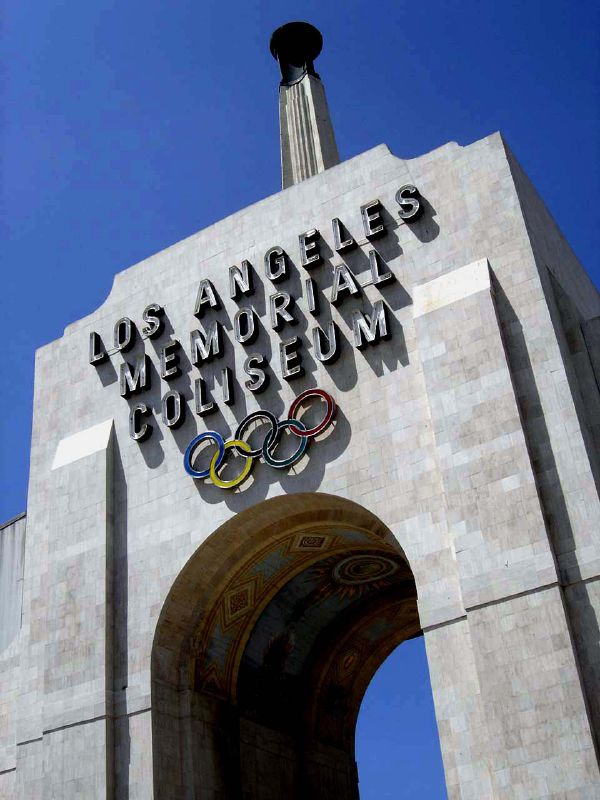
Il Los Angeles Memorial Coliseum ha ospitato i Lingerie Bowl fino al 2006

## Storia delle squadre
Le prime squadre sono state il Team Dream e il Team Euphoria che si sono contesi il primo Lingerie Bowl nel 2004. Il campionato successivo è stato ampliato a quattro squadre, con Los Angeles Temptation (eredi del Team Dream), New York Euphoria (eredi del Team Euphoria), Chicago Bliss e Dallas Desire.
Per il campionato 2006 si era parlato di un allargamento a otto squadre della Lingerie Football League, aggiungendo alle quattro allora presenti. Le nuove squadre dovevano essere San Francisco Seduction, Las Vegas Sin, Atlanta Steam e Miami Caliente. Erano già state presentati stemmi e divise di gioco, ma le squadre non sono state formate e il torneo si è svolto con le stesse quattro squadre del 2005.
Dopo l'annullamento del campionato del 2008, il sito ufficiale ha annunciato l'ampliamento del torneo a dieci squadre. Alle quattro presenti nell'ultimo torneo disputato (Bliss, Desire, Euphoria, Temptation) si dovrebbero aggiungere le quattro dell'allargamento già annunciato (le Seduction, però, invece che a San Francisco, sono ora associate a San Diego) e inoltre le Phoenix Scorch e le Tampa Breeze.
Nel giugno del 2008 sono apparsi due cambiamenti: le New York Euphoria sono diventate le New England Euphoria (presentate dapprima con un logo, poi abbandonato, che ricordava il vecchio stemma dei New England Patriots della NFL) e al posto delle Las Vegas Sin sono comparse le Seattle Mist.
Nel febbraio del 2009 sono scomparse le Phoenix Scorch e al loro posto sono state messe le Denver Dream. In seguito, un ulteriore cambiamento ha portato alla comparsa di New York Majesty e Philadelphia Passion al posto di New England Euphoria e Atlanta Steam.
Per il campionato 2010-2011 sono state cancellate New York Majesty e Denver Dream e inserite al loro posto Orlando Fantasy e Baltimore Charm, entrambe nella Eastern Conference, spostando le Chicago Bliss nella Western Conference.
Per il campionato 2011-2012 sono state annunciate la cancellazione di Dallas Desire, Miami Caliente e San Diego Seduction e l'inserimento di Cleveland Crush, Green Bay Chill, Las Vegas Sin, Minnesota Valkyrie, Toronto Triumph. Il numero delle squadre del campionato passa così da 10 a 12. La squadra di Toronto è la prima squadra canadese della LFL che ha annunciato la futura nascita di un campionato canadese di lingerie football.
La LFL ha mosso i primi passi fuori dai confini statunitensi con gli "All Fantasy Game" (all star game tra una selezione del girone Ovest e una del girone Est) giocati in Messico, Canada e Australia.
Nel 2012 si è svolto il primo campionato canadese. Vi hanno preso parte quattro squadre: British Columbia Angels (vincitrici), Saskatoon Sirens (finaliste), Regina Rage e Toronto Triumph. Le squadre sono state formate con giocatrici reclutate nell'area della squadra con l'aggiunta di alcune "veterans" del campionato USA, come Anne Erler, quarterback e defensive back delle Green Bay Chill, che ha giocato per le Sirens ed è stata eletta miglior giocatrice del torneo.
Nel 2013 è partito il primo campionato australiano, conclusosi nel 2014 con la vittoria delle New South Wales Surge.

## Squadre

### L.F.L Stati Uniti
Attuali
| Squadra                | Stadio                        | Città                   | Dal                |                    |
| Eastern Conference     | Eastern Conference            | Eastern Conference      | Eastern Conference | Eastern Conference |
| ---------------------- | ----------------------------- | ----------------------- | ------------------ | ------------------ |
| Atlanta Steam          | Arena at Gwinnett Center      | Duluth, Georgia         | 2013               |                    |
| Chicago Bliss          | Toyota Park                   | Bridgeview, Illinois    | 2009-2010          |                    |
| Omaha Heart            | Ralston Arena                 | Omaha, Nebraska         | 2013               |                    |
| Western Conference     |                               |                         |                    |                    |
| Austin Acoustic        | Cedar Park Center             | Cedar Park, Texas       | 2015-2016          |                    |
| Dallas Desire          | Dr Pepper Arena               | Frisco, Texas           | 2015-2016          |                    |
| Los Angeles Temptation | Los Angeles Memorial Coliseum | Los Angeles, California | 2009–2010          |                    |
| Seattle Mist           | ShoWare Center                | Kent, Washington        | 2009-2010          |                    |

Non più attive
| Squadra              | Stadio                                   | Città                           | Dal       | Al        |          |
| Inattive             | Inattive                                 | Inattive                        | Inattive  | Inattive  | Inattive |
| -------------------- | ---------------------------------------- | ------------------------------- | --------- | --------- | -------- |
| Baltimore Charm      | Royal Farms Arena                        | Baltimora, Maryland             | 2010-2011 | 2015      |          |
| Dallas Desire        | Cotton Bowl                              | Dallas, Texas                   | 2009-2010 | 2010-2011 |          |
| Denver Dream         | Dick's Sporting Goods Park               | Commerce City, Colorado         | 2009-2010 | 2009-2010 |          |
| Green Bay Chill      | UW–Milwaukee Panther Arena               | Milwaukee, Wisconsin            | 2011-2012 | 2015      |          |
| Jacksonville Breeze  | Jacksonville Veterans Memorial Arena     | Jacksonville, Florida           | 2009-2010 | 2015      |          |
| Las Vegas Sin        | Citizens Business Bank Arena (temporary) | Ontario, California (temporary) | 2011-2012 | 2015      |          |
| Miami Caliente       | FIU Stadium                              | Miami, Florida                  | 2009-2010 | 2010–2011 |          |
| Minnesota Valkyrie   | Target Center                            | Minneapolis, Minnesota          | 2011-2012 | 2014      |          |
| New York Majesty     | Sovereign Center                         | Reading, Pennsylvania           | 2009-2010 | 2009-2010 |          |
| Orlando Fantasy      | UCF Arena                                | Orlando, Florida                | 2010-2011 | 2011–2012 |          |
| Philadelphia Passion | PPL Park                                 | Chester, Pennsylvania           | 2009-2010 | 2014      |          |
| San Diego Seduction  | San Diego Sports Arena                   | San Diego, California           | 2009-2010 | 2010-2011 |          |
| Toledo Crush         | Huntington Center                        | Toledo, Ohio                    | 2011-2012 | 2015      |          |

In pianificazione
| Squadra                            | Stadio                             | Città                              | Dal                                | Al                                 |                                    |
| In pianificazione per l'espansione | In pianificazione per l'espansione | In pianificazione per l'espansione | In pianificazione per l'espansione | In pianificazione per l'espansione | In pianificazione per l'espansione |
| ---------------------------------- | ---------------------------------- | ---------------------------------- | ---------------------------------- | ---------------------------------- | ---------------------------------- |
| Pittsburgh Rebellion               | Highmark Stadium                   | Pittsburgh, Pennsylvania           | 2014                               |                                    |                                    |
| Denver Dream                       | 1stBank Center                     | Broomfield, Colorado               | 2014                               |                                    |                                    |
| Washington Warriorettes            | TBA                                | Washington, D.C.                   | 2015                               |                                    |                                    |

#### Le stagioni

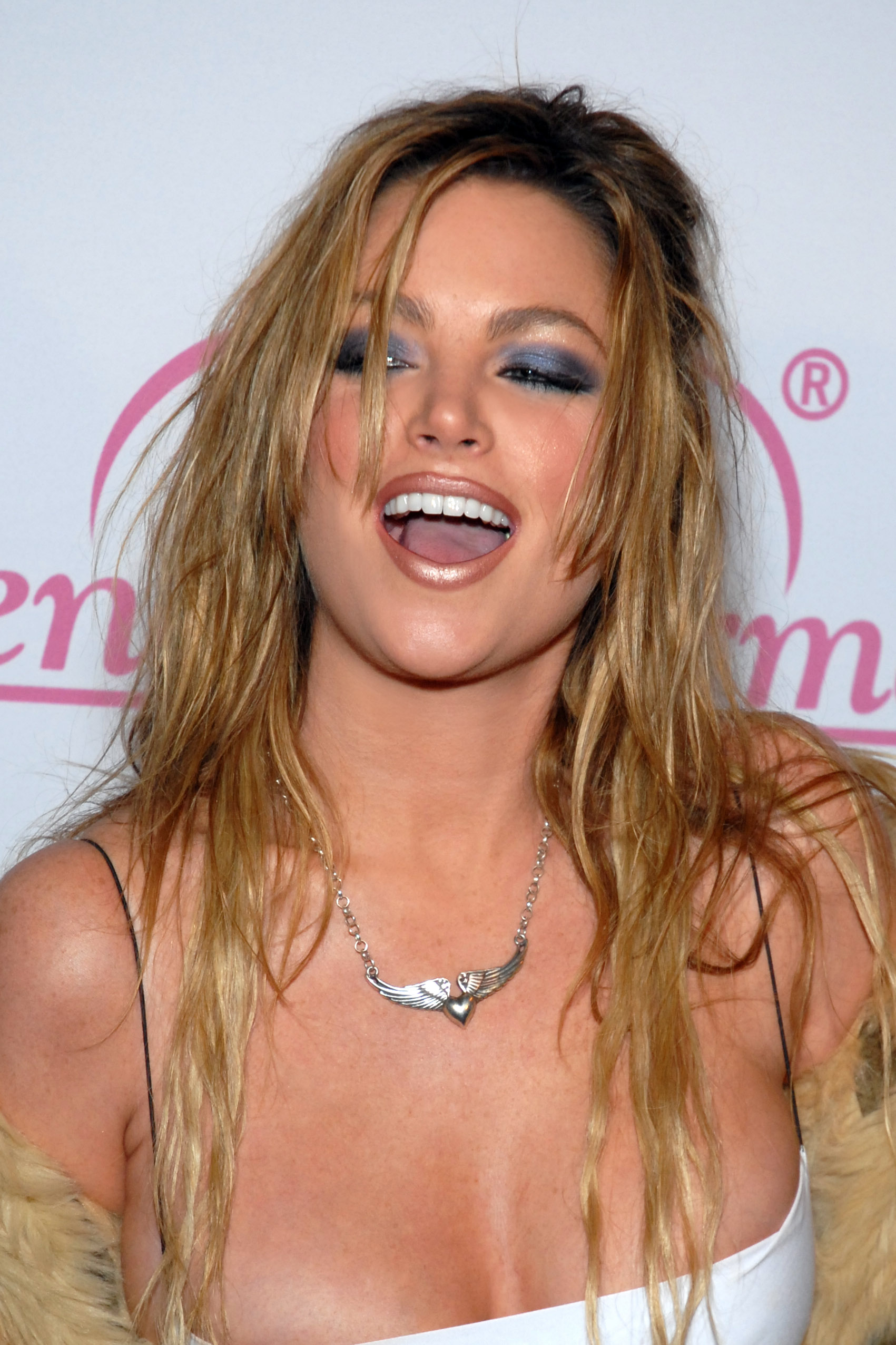
Tamara Witmer, vincitrice con le Temptation del campionato della LFL del 2005

##### 2004
Il campionato nel 2004 è consistito in una sola partita tra due squadre, Team Dream (azzurro e bianco) e Team Euphoria (rosa e nero), disputata il 2 febbraio 2004 nel prestigioso stadio Los Angeles Memorial Coliseum (che ha ospitato le olimpiadi e nel quale si gioca il football NFL). Coach delle due squadre sono stati due ex campioni di football americano, Eric Dickerson per le Dream e Lawrence Taylor per le Euphoria.
Risultato: Team Dream – Team Euphoria 6-0
Marcatura: primo tempo: touchdown Gwendolyn Osbourne.

##### 2005
Per il torneo 2005 si passa da due a quattro squadre, ma la mancanza di fondi dagli sponsor porta gli organizzatori a ridimensionare l'evento. Le squadre sono ridotte a quattro giocatrici che si sfidano in una specie di percorso ginnico a staffetta, una mini-partita di touch football (football senza placcaggi) 3 contro 2, un balletto.
Risultati.
Semifinali: Los Angeles Temptation b. Dallas Desire, New York Euphoria b. Chicago Bliss
Finale: Los Angeles Temptation b. New York Euphoria

##### 2006

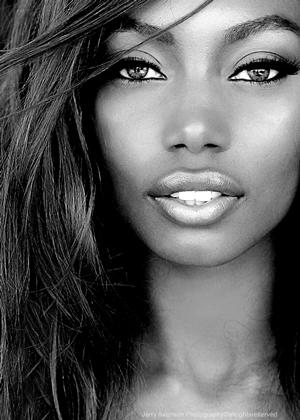
Vilayna LaSalle Sherman, vincitrice con le Euphoria del campionato della LFL del 2006

Semifinali: Los Angeles Temptation b. Dallas Desire, New York Euphoria b. Chicago Bliss
Finale (Lingerie Bowl III): New York Euphoria – Los Angeles Tempation 13-12
Marcature: p.t.: touchdown Anca Marcus (6-0), touchdown Jerilee Villanueva (6-6); s.t. touchdown Jerilee Villanueva (6-12), touchdown Paige Peterson + extra point Sheena Mariano (13-12).
Le finaliste avevano come coach due ex giocatori professionisti vincitori di un Super Bowl con i Chicago Bears, Willie Gault per le Euphoria e Jim McMahon per le Temptation.

##### 2009-2010
Il campionato 2009-2010 è stato giocato da dieci squadre divise in due gironi, la Western conference, che comprende Dallas Desire, Denver Dream, Los Angeles Temptation, San Diego Seduction e Seattle Mist, e la Eastern Conference, che comprende Chicago Bliss, Miami Caliente, New York Majesty, Philadelphia Passion e Tampa Breeze.
Il torneo è iniziato il 4 settembre 2009 con la partita tra le Chicago Bliss e le Miami Caliente, conclusasi con il punteggio di 29-19 per le Bliss.
La regular season è terminata il 29 gennaio 2010. Per le semifinali si sono qualificate nella Eastern Conference Chicago Bliss e Miami Caliente e per la Western Conference Los Angeles Temptation e Dallas Desire.
Semifinali (5 febbraio 2010):
- Chicago Bliss - Miami Caliente 20-7
- Los Angeles Temptation - Dallas Desire 20-14

Finale (7 febbraio 2010):
- Los Angeles Temptation - Chicago Bliss 27-14

MVP del campionato: Gabrielle Marie (Dallas Desire)
Offensive player of the year: Saran Dunmore (Chicago Bliss)
Defensive player of the year: Liz Gorman (Tampa Breeze)
All-Fantasy Game (Monterrey, Messico, 10 giugno 2010)
- Eastern Conference - Western Conference 36-14 (MVP: Tyrah Lusby e Anonka Dixon).

##### 2010-2011
Il torneo 2010-2011 ha visto al via due nuove squadre, Orlando Fantasy e Baltimore Charm, che hanno preso il posto di New York Majesty e Denver Dream. Le due nuove squadre sono state inserite entrambe nella Eastern Conference (insieme a Miami Caliente, Philadelphia Passion e Tampa Breeze) spostando le Chicago Bliss nella Western (con Dallas Desire, Los Angeles Temptation, San Diego Seduction, Seattle Mist).
Il torneo è cominciato il 28 agosto 2010 a Seattle con la partita tra le locali Mist e le campionesse in carica Los Angeles Temptation, vinta da queste ultime per 36-32. La regular season si è conclusa il 14 gennaio 2011 con la qualificazione alle finali di conference (semifinali del campionato) di Los Angeles e Chicago per la Western Conference e Philadelphia Passion e Tampa Breeze per la Eastern.
Semifinali (Jacksonville, 29 gennaio 2011):
- Los Angeles Temptation - Chicago Bliss 31-14
- Philadelphia Passion - Tampa Breeze 20-14

Finale (Las Vegas, 6 febbraio 2011):
- Los Angeles Temptation - Philadelphia Passion 26-25

MVP: Heather Furr (Chicago Bliss)
Offensive player of the year: Marirose Roach (Philadelphia Passion)
Defensive player of the year: Deborah Poles (Chicago Bliss)
Rookie of the year: Ashley Salerno (Los Angeles Temptation)

##### 2011-2012
Il torneo 2011-2012 ha visto l'ampliamento da dieci a dodici squadre. Tre squadre che avevano preso parte al precedente campionato (Dallas Desire, Miami Caliente e San Diego Seduction) non sono state confermate, mentre ne sono state inserite cinque nuove: nel girone ovest Green Bay Chill, Las Vegas Sin e Minnesota Valkyrie e nel girone est Cleveland Crush e Toronto Triumph (la prima squadra canadese della LFL).
Il campionato è cominciato il 26 agosto 2011 a Green Bay dove le Minnesota Valkyrie hanno battuto le Green Bay Chill per 28-25. La regular season si è conclusa il 21 gennaio 2012. Alle semifinali sono andate Las Vegas e Los Angeles (Western conference) e Philadelphia e Tampa (Eastern conference).
Semifinali (Ontario (California), 29 gennaio 2012):
- Los Angeles Temptation - Las Vegas Sin 27-18
- Philadelphia Passion - Tampa Breeze 44-32

Finale (Las Vegas, 5 febbraio 2012):
- Los Angeles Temptation - Philadelphia Passion 28-6

Premi alle giocatrici:
- MVP: Kyle DeHaven (Baltimore Charm)
- Offensive player of the year: Marirose Roach (Philadelphia Passion)
- Defensive player of the year: Liz Gorman (Tampa Breeze)
- Rookie of the year: Anne Erler (Green Bay Chill)

### L.F.L Canada
Attuali
| Squadra          | Stadio                                   | Città                        | Dal        |
| LFL Canada       | LFL Canada                               | LFL Canada                   | LFL Canada |
| ---------------- | ---------------------------------------- | ---------------------------- | ---------- |
| BC Angels        | Abbotsford Entertainment & Sports Centre | Abbotsford, British Columbia | 2012       |
| Calgary Fillies  | Stampede Corral                          | Calgary, Alberta             | 2013       |
| Regina Rage      | Brandt Centre                            | Regina, Saskatchewan         | 2012       |
| Saskatoon Sirens | Credit Union Centre                      | Saskatoon, Saskatchewan      | 2012       |

Non più attive
| Squadra         | Stadio         | Città                | Dal       |          |          |
| Inattive        | Inattive       | Inattive             | Inattive  | Inattive | Inattive |
| --------------- | -------------- | -------------------- | --------- | -------- | -------- |
| Toronto Triumph | Hershey Centre | Mississauga, Ontario | 2011-2012 | 2012     |          |

### L.F.L Australia
Attuali
| New South Wales Surge    | Centrebet Stadium | Sydney     | 2013-2014 |
| Queensland Brigade       | Skilled Park      | Gold Coast | 2013-2014 |
| Victoria Maidens         | AAMI Park         | Melbourne  | 2013-2014 |
| Western Australia Angels | nib Stadium       | Perth      | 2013-2014 |

Pianificate
| Squadra                            | Stadio                             | Città                              | Dal                                |                                    |                                    |
| In pianificazione per l'espansione | In pianificazione per l'espansione | In pianificazione per l'espansione | In pianificazione per l'espansione | In pianificazione per l'espansione | In pianificazione per l'espansione |
| ---------------------------------- | ---------------------------------- | ---------------------------------- | ---------------------------------- | ---------------------------------- | ---------------------------------- |
| Adelaide Arsenal                   | Coopers Stadium                    | Adelaide                           | 2014-2015                          |                                    |                                    |

## Albo d'oro

### Vittorie per squadra
| Vittorie | Squadra                 | L.F.L       | Note              |
| -------- | ----------------------- | ----------- | ----------------- |
| 5        | Los Angeles Temptation  | Stati Uniti | 1 come Team Dream |
| 2        | Chicago Bliss           | Stati Uniti |                   |
| 1        | New York Euphoria       | Stati Uniti |                   |
| 1        | British Columbia Angels | Canada      |                   |
| 1        | New South Wales Surge   | Australia   |                   |
| 1        | Seattle Mist            | Stati Uniti |                   |

### Vittorie per conference
- Riferito solo all'L.F.L degli Stati Uniti
  - New York Euphoria non inserito in quanto non si sa in che conference fosse.

| Vittorie | Conference         |
| -------- | ------------------ |
| 6        | Eastern Conference |
| 2        | Western Conference |

### Vittorie per anno

#### L.F.L Stati Uniti
Lingerie Football League (prima fase):
- 2004 Team Dream
- 2005 Los Angeles Temptation
- 2006 New York Euphoria

Lingerie Football League (seconda fase):
- 2009-2010: Los Angeles Temptation
- 2010-2011: Los Angeles Temptation
- 2011-2012: Los Angeles Temptation

Legends Football League 
- 2013: Chicago Bliss
- 2014: Chicago Bliss
- 2015: Seattle Mist

#### L.F.L Canada
- 2012: British Columbia Angels
- 2013: ?

#### L.F.L Australia
- 2013-2014: New South Wales Surge
- 2014-2015: ?

## Record

### Per una partita
|                | record | giocatrice                              | squadra                                           | data                             | partita                                                                     |
| -------------- | ------ | --------------------------------------- | ------------------------------------------------- | -------------------------------- | --------------------------------------------------------------------------- |
| touchdown      | 5      | Tyrah Lusby                             | Philadelphia Passion                              | 30.10.2009                       | New York - Philadelphia 6-40                                                |
| passaggi da TD | 4      | Linda Brenner Anonka Dixon Christy Bell | Dallas Desire Miami Caliente Philadelphia Passion | 16.10.2009 13.11.2009 17.09.2010 | San Diego - Dallas 6-40 Miami - New York 49-7 Philadelphia - Baltimore 60-6 |
| yards passate  | 139    | Anonka Dixon                            | Miami Caliente                                    | 13.11.2009                       | Miami - New York 49-7                                                       |
| yards ricevute | 104    | Tina Caccavale                          | Miami Caliente                                    | 04.09.2009                       | Chicago - Miami 29-19                                                       |
| yards corse    | 161    | Ronkia Toombs                           | Miami Caliente                                    | 06.11.2009                       | Philadelphia - Miami 26-37                                                  |
| intercetti     | 3      | Shannon Rene                            | Chicago Bliss                                     | 13.11.2010                       | Chicago - Orlando 50-12                                                     |

## Hall of Fame
Part of the requirement to be considered for the Hall of Fame is a minimum of four seasons of involvement at either coaching, executive or player level.

### L.F.L Hall of Fame 2014
Nominati
- David Bizub - Coach - Los Angeles Temptation

3 volte campione (2009-2010, 2010-2011, 2011–2012)
- Marirose Roach - Running-back - Philadelphia Passion

2 volte Offensive Player of the Year (2010-2011, 2011-2012)
- Monique Gaxiola - Middle Linebacker - Los Angeles Temptation

3 volte US Champion (2009-2010, 2010-2011, 2011–2012), LFL Australia champion (2013-2014), Mortaza Award (2013)
- Heather Furr - Quarterback/Safety - Chicago Bliss

Campionessa (2013), 2 volte League MVP (2010-2011, 2013)
Hall of Fame Inductee 2014 : Monique Gaxiola

### LFL Hall of Fame 2015
Nominati
- Lauran Ziegler - Polyvalent player (WR/FS) - Orlando Fantasy / Jacksonville Breeze / Atlanta Steam

3 volte All Fantasy Player
- Ashley Salerno - Quarterback - Los Angeles Temptation

2 volte campionessa (2010-2011, 2011-2012), Rookie Of the Year (2010-2011), 2 volte Lingerie Bowl MVP (2010-2011, 2011-2012)
- Jessica Hopkins - Wide-receiver/Safety - Seattle Mist

LFL Canada Champion (2012), Mortaza Award (2011–2012)
- Elizabeth 'Liz' Gorman - Safety - Tampa Breeze

2 volte Defensive Player of the Year (2009-2010, 2011-2012), Defensive MVP of All-Fantasy Game 2011
Hall of Fame Inductee 2015 : Elizabeth 'Liz' Gorman

## Critiche
Quando è stato annunciato il primo Lingerie Bowl, sono subito nate delle polemiche sull'evento, accusato di essere offensivo nei confronti delle donne e in particolare delle atlete. L'attivista Ann Simonton del gruppo Media Watch, ha lanciato una campagna per il boicottaggio delle auto del gruppo che, attraverso uno dei suoi marchi, aveva deciso di sponsorizzare la partita.
In seguito a queste polemiche gli sponsor legati al mondo automobilistico che dapprima si erano fatti avanti si sono ritirati. È subentrato come sponsor della partita un sito che gestisce giochi d'azzardo online.
Altri, invece, hanno ritenuto che il lingerie football potesse essere visto come un simpatico attacco al machismo che talora si collega al football americano e un'occasione da sfruttare per fare pubblicità allo sport femminile.
Alice McKeon, parlando del primo Lingerie Bowl, ha definito l'evento “una parodia dello sport”, sostenendo che le “giocatrici” (termine messo dall'autrice tra virgolette) “non sono atlete professioniste e neppure dilettanti”. L'accusa contiene certamente una parte di verità, anche se alcune delle ragazze in campo, pur se il dato estetico è stato certamente di grande peso nella scelta, hanno dimostrato di possedere discrete doti atletiche (per fare un nome, Sheena Mariano). Negli anni seguenti sono state ingaggiate alcune “divas” del wrestling, che è notoriamente uno spettacolo di finzione, ma una finzione che richiede comunque una certa preparazione fisica. Joanne McCarthy (nelle Chicago Bliss nel 2006) è stata giocatrice professionista di basket. Più che atletici, i limiti delle giocatrici sono sembrati tecnici, in particolare per il gioco di passaggio, come è in parte inevitabile per squadre che si riuniscono solo in occasione dell'evento.
Le Chicago Force, squadra della IWFL, un campionato di football americano femminile professionistico, nel 2004 definirono il lingerie football "un affronto allo sport femminile" e avanzarono "una sfida formale alle Chicago Passion" (nome inizialmente previsto per le Chicago Bliss) a giocare contro di loro.
Di opposto parere Brigid Mullen, giocatrice di un'altra squadra della IWFL, le Wisconsin Wolves, che nel settembre del 2008 ha dato un giudizio favorevole sulla LFL, dicendosi interessata a giocarvi.
Il campionato 2009-2010 ha mostrato un netto innalzamento del tasso atletico e tecnico. Le formazioni comprendono anche qualche giocatrice della IWFL. Le Miami Caliente hanno ingaggiato due giocatrici delle Miami Fury, la quarterback Anonka Dixon e la wide receiver Tina Caccavale. La co-proprietaria delle Fury, Gayla Harrington, ha dichiarato di avere in parte cambiato l'opinione negativa iniziale: "è più atletico e un po' più serio di quanto all'inizio immaginavo". La quarterback delle Los Angeles Temptation Joey Davenport era nel roster delle California Quake.

## La LFL nella cultura di massa
Nel tredicesimo episodio della sesta stagione di CSI: NY, dal titolo Flag on the play (prima visione Usa: 20 gennaio 2010), viene uccisa una quarterback della LFL.
In Italia, la diretta della finale 2012 fu trasmessa da Sportitalia 2 prima del Super Bowl XLVI: Guido Bagatta era il telecronista. Negli anni successivi Nuvolari comprò i diritti dalla lega e trasmise tutte le partite in differita con varie repliche: tali partite erano commentate da due telecronisti, che commentano pure le partite di rugby a 15.